# Smoky Canyon
Smoky Canyon è un film del 1952 diretto da Fred F. Sears.
È un western statunitense con Charles Starrett, Jock Mahoney, e Danni Sue Nolan. Fa parte della serie di film western della Columbia incentrati sul personaggio di Durango Kid.

## Produzione
Il film, diretto da Fred F. Sears su una sceneggiatura di Barry Shipman, fu prodotto da Colbert Clark per la Columbia Pictures e girato nell'Iverson Ranch a Chatsworth, Los Angeles, California, dal 12 luglio al 19 luglio 1951. Smiley Burnette compose It's Got to Get Better Before It Gets Worse e Daydream Lariat.

## Distribuzione
Il film fu distribuito negli Stati Uniti nel gennaio 1952 al cinema dalla Columbia Pictures. È stato distribuito anche in Brasile con il titolo O Barranco da Morte.